# Emma Clit
Emma Clit, nota semplicemente come Emma (Aube, 1981), è un'ingegnera, fumettista e scrittrice francese, conosciuta per aver contribuito a divulgare il concetto di carico mentale domestico in Francia.

## Biografia

### Gli inizi
Emma è figlia di due professori di matematica e cresce con loro in un villaggio di soli 400 abitanti nei pressi di Troyes, nel dipartimento dell'Aube, a 150 km circa da Parigi. Dopo un Bac ES (paragonabile all'opzione economico-sociale del Liceo delle Scienze Umane) e un DEUG (diplôme d'études universitaires générales) in lingue, cambia percorso e si laurea in ingegneria informatica. Nel marzo del 2016 Emma apre il blog di fumetti personale, Emmaclit, dove pubblica le proprie strisce incentrate su tematiche di giuistizia sociale, come le violenze della polizia, la violenza ostetrica, il razzismo, e le ineguaglianze in generale.

### Una rivelazione per un pubblico più ampio
Nel luglio del 2017, Emma pubblica per Massot Edition la prima raccolta dei suoi lavori, dal titolo Le brave ragazze si ribellano (Un autre regard. Trucs en vrac pour voir les choses autrement, lett. "Uno sguardo differente. Idee sfuse per vedere le cose da un altro punto di vista").
Il giorno precedente a quello dell'uscita del suo volume sul mercato editoriale francese, Emma pubblica sul proprio blog una striscia che non è contenuta nel volume cartaceo edito da Massot. Il titolo è Fallait demander (lett. "Bastava che chiedessi"), un fumetto che accende l'attenzione sul concetto di carico mentale domestico e che diventa immediatamente virale. In seguito a questa pubblicazione sul blog, il suo volume è sold out, e in Francia si accende il dibattito sull'organizzazione delle faccende domestiche nelle coppie eterosessuali. La stampa generalista comincia ad occuparsi di questo argomento, come anche molte trasmissioni televisive, e la pubblicazione di un secondo tomo delle sue riflessioni disegnate e contenente la striscia in questione è presto avviata. Nel novembre dello stesso anno esce infatti, sempre per Massot Edition, Un autre regard 2.
Emma non si definisce un'illustratrice, è cosciente della dimensione poco estetica dei suoi disegni: «I lettori non comprano i miei libri per la loro estetica, li comprano per il loro contenuto».
Emma aggiorna il suo blog tutt'oggi, e le sue strisce vertono sempre su argomenti di politica e società. Nel 2018 pubblica il suo terzo tomo, questa volta incentrato sul concetto di carico emotivo. Si tratta del fenomeno che si manifesta nell'impegno di prevedere e sopperire ai bisogni emotivi della propria cerchia di affetti. Si tratta di un concetto risalente agli anni '80 e proveniente dagli studi della sociologa americana Arlie Russell Hochschild.
Nel 2019 è prevista la pubblicazione di un quarto tomo incentrato sul tema dei cambiamenti climatici.
Bastava chiedere! 10 storie di femminismo quotidiano pubblicato nel 2020 da Laterza, è stato ristampato da GEDI in edizione speciale  nel 202,1 per essere distribuito assieme a La Repubblica in occasione dell'8 marzo.

## Opere
- Le brave ragazze si ribellano: vita in comune, sì, luoghi comuni, no (Un autre regard. Trucs en vrac pour voir les choses autrement) (2017)
- Un autre regard 2 (2017)
- La Charge émotionnelle et autres trucs invisibles (2018)
- Bastava chiedere! 10 storie di femminismo quotidiano (2020)